# 真矢野靖人
真矢野 靖人（まやの やすひと、1960年7月24日 - ）は、日本の俳優、声優。福岡県出身。地球儀所属。以前はスターダス・21に所属していた。

## 出演作品

### 映画
- スクラップ・ヘブン 監督：李相実
- シンクロニシティ監督：手塚真
- 五条霊戦記監督：石井聰亙
- MASK DE 41監督：村本天志

### テレビ
BS朝日
- 歴史仮想ミステリー「if...日本はこう動いた!」

テレビ東京
- ルビコンの決断石川遼を獲得せよ!〜知られざる大逆転 ヨネックスの決断〜
- ルビコンの決断〜プリウスをつくった男たち〜

テレビ朝日
- 相棒
  - season5 第8話「赤いリボンと刑事」（2006年11月29日）- 石黒喜久雄を乗せたタクシー運転手
  - season7 第14話「男装の麗人」（2009年2月11日）
- 爆竜戦隊アバレンジャー第36話
- 仮面ライダー剣
- 仮面ライダー響鬼
- 土曜ワイド劇場
- 痛快伝説 運命のダダダダーン

TX
- キューティーハニー The Live

フジテレビ
- クレーマー探偵の事件簿

日本テレビ
- 火曜サスペンス劇場
- 九死に一生スペシャル

TBS
- 昔の男

ABC
- 驚きももの木20世紀

### 吹き替え

#### 映画（吹き替え）
- 1911
- オズ はじまりの戦い
- カウガールズ・アンド・エンジェルズ
- カウボーイ & エイリアン
- ミレニアム3 眠れる女と狂卓の騎士（ヨナソン医師）
- ド・ゴールとチャーチル 〜ナチス・ドイツ　フランス侵攻の30日〜（コルバン大使）
- ウォーロード/男たちの誓い（朝廷進行）
- チョイス!（マーティ・フォックス）
- パンデミック・アメリカ（ハッサン）
- アフリカの蹄
- メカニック（ラルフ）
- 親愛なるきみへ
- カンパニー・オブ・ヒーローズ バルジの戦い（コンティ中尉〈ニール・マクドノー〉）
- ディラン・ドッグ デッド・オブ・ナイト（ガブリエル〈ピーター・ストーメア〉）
- 42 〜世界を変えた男〜
- シャドー・チェイサー（ゴーマン〈ジョゼフ・マウル〉）
- 悪人に平穏なし（オンティヴェロス[1]）
- フェイシズ

#### ドラマ
- ER XV 緊急救命室 #1（カッサーニ〈ウィリアム・スマイリー〉）
- 鉄の王 キム・スロ（ホ公）
- グッド・ワイフ（ジョンソン刑事）
- 善徳女王（真平【チンピョン】王）
- レディプレジデント〜大物（ソ・スンジュ）
- iCarly
- ミディアム 霊能者アリソン・デュボア（ライアン）
- ボードウォーク・エンパイア 欲望の街
- ザ・ケープ 漆黒のヒーロー
- CSI:マイアミ9
- 製パン王 キム・タック
- 名探偵ポワロ 複数の時計（マシュー・ウォーターハウス）
- インジャスティス 〜法と正義の間で〜
- 恕の人 -孔子伝-
- アンフォゲッタブル 完全記憶捜査
- HAWAII FIVE-0（コラット）
- シティーハンター in Seoul
- SHERLOCK（シャーロック）2
- 刑事ヴァランダー3 白夜の戦慄
- ALPHAS/アルファズ
- ラブレイン
- ビクトリアス
- 光と影（チョ・テス）
- ラコニア号 知られざる戦火の奇跡

### ボイスオーバー
- Chasing Mummies（アラン）
- 地球の誕生2（アラン・グレズナー）
- BS世界のドキュメンタリー ソマリア沖　海賊との攻防（アリ・アリフ）
- 世界10大ミステリーを追え!（ジョン・アレル）
- アートウルフの自然写真紀行（リック・ホルト）
- 地球の誕生（マイク・ポーランド博士）

### アニメ
- もやしもん リターンズ（ワイン業者）
- PSYCHO-PASS サイコパス（書き込みの声）
- ジョーカー・ゲーム（大隊長）

### CM
- ヤクルトタフマン - 栄養ドリンク（栄養機能食品）
- チェアーズ
- マック
- 理想科学
- 国民年金
- NTT四国